# Прапор Сінт-Мартену
Прапор Сінт-Мартену був затверджений 13 червня 1985 року. До 9 жовтня 2010 року острів входив до складу Нідерландських Антильських островів. Після того, як Нідерландські Антильські острови були фактично розформовані, острів став незалежною країною у складі Королівства Нідерланди.
У білому трикутнику розташований герб Сінт-Мартену. Кольори прапора підкреслюють історичні і політичні зв'язки з Нідерландами.